# Сан-Мартин-де-Лоба
Сан-Мартин-де-Лоба (исп. San Martín de Loba) — город и муниципалитет на севере Колумбии, на территории департамента Боливар.

## История
До прибытия испанцев территория муниципалитета была населена представителями индейского племени малибу (malibúes).
Поселение, из которого позднее вырос город, было основано в 1637 году.

## Географическое положение

Муниципалитет Сан-Мартин-де-Лоба

Город расположен на востоке центральной части департамента, южнее левого берега рукава Лоба реки Магдалена, на расстоянии приблизительно 223 километров к юго-востоку от города Картахена, административного центра департамента. Абсолютная высота — 20 метров над уровнем моря.

Муниципалитет Сан-Мартин-де-Лоба граничит на севере с территорией муниципалитета Атильо-де-Лоба, на западе — с муниципалитетом Барранко-де-Лоба, на юго-западе — с муниципалитетом Тикисио, на юге — с муниципалитетом Рио-Вьехо, на юго-востоке — с муниципалитетом Рехидор, на востоке — с муниципалитетом Эль-Пеньон, на северо-востоке — с территорией департамента Магдалена. Площадь муниципалитета составляет 742 км².

## Население
По данным Национального административного департамента статистики Колумбии, совокупная численность населения города и муниципалитета в 2015 году составляла 14 248 человек.
Динамика численности населения муниципалитета по годам:
| 2005   | 2006   | 2007   | 2008   | 2009   | 2010   | 2011   | 2012   | 2013   | 2014   | 2015   |
| ------ | ------ | ------ | ------ | ------ | ------ | ------ | ------ | ------ | ------ | ------ |
| 14 248 | 14 457 | 14 703 | 14 960 | 15 252 | 15 546 | 15 863 | 16 203 | 16 560 | 16 920 | 17 295 |

Согласно данным переписи 2005 года мужчины составляли 52,8 % от населения Сан-Мартин-де-Лобы, женщины — соответственно 47,2 %. В расовом отношении белые и метисы составляли 80,6 % от населения города; негры, мулаты и райсальцы — 19,4 %.
Уровень грамотности среди всего населения составлял 79,3 %.

## Экономика
Основу экономики Сан-Мартин-де-Лобы составляют сельское хозяйство и рыболовство.

77,4 % от общего числа городских и муниципальных предприятий составляют предприятия торговой сферы, 17,8 % — предприятия сферы обслуживания, 4,8 % — промышленные предприятия.